# Lehești
Lehești falu Romániában, Erdélyben, Fehér megyében. Közigazgatásilag Aranyosszohodol községhez tartozik.

## Fekvése
Pojén közelében fekvő település.

## Története
Leheşti korábban Pojén része volt, 1956 körül vált külön 113 lakossal. 1966-ban 121, 1977-ben 99, 1992-ben 77, 2002-ben 53 román lakosa volt.